# Chris Chelios
Chris Chelios, ursprungligen Christos Kostas Tselios, född 25 januari 1962 i Chicago, Illinois, är en amerikansk före detta professionell ishockeyspelare som sista säsongen hade ett tvåvägskontrakt med Chicago Wolves i AHL och Atlanta Thrashers i NHL. Han spelade över 25 år i NHL för klubbarna Montreal Canadiens, Chicago Blackhawks, Detroit Red Wings och Atlanta Thrashers. Chris Chelios växte upp i södra Kalifornien och i Chicago och draftades 1981 av Montreal Canadiens i andra rundan som 40:e spelare totalt.

## Karriär
Chris Chelios inledde sin långa NHL-karriär 1983  i Montreal Canadiens. Under sin andra rookie-säsong i NHL 1984–85 i Montreal blev han uttagen till All Star-matchen. 1988–89 blommade Chelios ut ordentligt och noterades för 73 poäng på 80 matcher, vilket tillsammans med säsongen 1992–93 var hans poängbästa. 1990 lämnade Chelios Montreal för Chicago Blackhawks där han mellan åren 1995 och 1999 var lagkapten tills han hamnade i Detroit Red Wings vid 37 års ålder. Han spelade sammanlagt 10 säsonger i klubben under vilka han vann två Stanley Cup-segrar, 2002 och 2008.
Chelios hade under en period fått allt mindre speltid, säsong efter säsong. Säsongen 2008–09 spelade Chelios endast 28 matcher, och blev poänglös. Vid 47 års ålder fick Chelios inget nytt kontraktsförslag av Detroit Red Wings utan skrev istället på för Atlanta Trashears som free agent inför säsongen 2009–10. Han spelade mestadels i klubbens farmarlag Chicago Wolves, för vilka han svarade för sammanlagt 5 mål och 22 poäng på 46 spelade matcher.
Den 6 augusti 2010 meddelade Chelios inofficiellt att han lägger av som ishockeyspelare. Enligt Ken Holland kommer Chelios att börja arbeta inom Detroit Red Wings organisation. På en presskonferens 31 augusti 2010 meddelade Chelios officiellt att han skulle avsluta sin karriär som spelare.

## Utmärkelser - Ishockeyhistorik
Chris Chelios har under sin långa karriär som back vunnit flera utmärkelser och priser och anses allmänt vara en av de bästa amerikanska spelarna någonsin i NHL. Våren 2008 blev han med sina 46 år den näst äldste spelaren någonsin i NHL efter Gordie Howe, som var 52 år när han lade av. Chelios är även den spelare i NHL-historien som spelat flest slutspelsmatcher, 260 innan säsongen 2008–09. Han är ensam om att ha spelat i 23 slutspel och har endast missat slutspel en gång, säsongen 1997–98. Han var i många säsonger den äldste bland de aktiva spelarna i NHL, den som spelat flest antal matcher, samt den som dragit på sig flest utvisningsminuter fram tills det att han valde att avsluta sin karriär efter säsongen 2009–10 vid 48 års ålder. Chelios har vunnit Stanley Cup vid tre tillfällen, en gång med Montreal Canadiens och två gånger med Detroit Red Wings. Han har blivit tilldelad utmärkelsen Norris Trophy tre gånger som ligans bästa back, samt blivit uttagen till All Star-matchen vid elva tillfällen. Chelios är också den ende spelaren som spelat över 400 matcher med tre olika NHL-klubbar. 44 år gammal ställde han upp för USA i OS i Turin 2006.
1998 samlade tidningen The Hockey News ihop en kommitté av 50 hockeyexperter bestående av före detta NHL-spelare, journalister, TV-bolag, tränare och styrelsemedlemmar för att göra en lista över de 100 bästa spelarna i NHL:s historia. På plats nummer 40 blev Chelios den i särklass högst rankade USA-födde spelaren.
Chelios spelade sammanlagt 1651 NHL-matcher, vilket är mer än någon annan amerikanskfödd spelare någonsin i ligan.

## Meriter
- James Norris Memorial Trophy – 1988–89, 1992–93, 1995–96
- Stanley Cup – 1986, 2002, 2008

## Statistik

### Klubbkarriär
| 1981–82    | Wisconsin Badgers     | WCHA       | 43   | 6   | 43  | 49  | 50   | –   | –  | –   | –   | –   |
| 1982–83    | Wisconsin Badgers     | WCHA       | 45   | 16  | 32  | 48  | 62   | –   | –  | –   | –   | –   |
| 1983–84    | Montreal Canadiens    | NHL        | 10   | 0   | 2   | 2   | 12   | 15  | 1  | 9   | 10  | 17  |
| 1984–85    | Montreal Canadiens    | NHL        | 74   | 9   | 55  | 64  | 87   | 9   | 2  | 8   | 10  | 17  |
| 1985–86    | Montreal Canadiens    | NHL        | 41   | 8   | 26  | 34  | 67   | 20  | 2  | 9   | 11  | 49  |
| 1986–87    | Montreal Canadiens    | NHL        | 71   | 11  | 33  | 44  | 124  | 17  | 4  | 9   | 13  | 38  |
| 1987–88    | Montreal Canadiens    | NHL        | 71   | 20  | 41  | 61  | 172  | 11  | 3  | 1   | 4   | 29  |
| 1989–89    | Montreal Canadiens    | NHL        | 80   | 15  | 58  | 73  | 185  | 21  | 4  | 15  | 19  | 28  |
| 1989–90    | Montreal Canadiens    | NHL        | 53   | 9   | 22  | 31  | 136  | 5   | 0  | 1   | 1   | 8   |
| 1990–91    | Chicago Blackhawks    | NHL        | 77   | 12  | 52  | 64  | 192  | 6   | 1  | 7   | 8   | 46  |
| 1991–92    | Chicago Blackhawks    | NHL        | 80   | 9   | 47  | 56  | 245  | 18  | 6  | 15  | 21  | 37  |
| 1992–93    | Chicago Blackhawks    | NHL        | 84   | 15  | 58  | 73  | 282  | 4   | 0  | 2   | 2   | 14  |
| 1993–94    | Chicago Blackhawks    | NHL        | 76   | 16  | 44  | 60  | 212  | 6   | 1  | 1   | 2   | 8   |
| 1994–95    | Chicago Blackhawks    | NHL        | 48   | 5   | 33  | 38  | 72   | 16  | 4  | 7   | 11  | 12  |
| 1994–95    | EHC Biel              | NL-A       | 3    | 0   | 3   | 3   | 4    | –   | –  | –   | –   | –   |
| 1995–96    | Chicago Blackhawks    | NHL        | 81   | 14  | 58  | 72  | 140  | 9   | 0  | 3   | 3   | 8   |
| 1996–97    | Chicago Blackhawks    | NHL        | 72   | 10  | 38  | 48  | 112  | 6   | 0  | 1   | 1   | 8   |
| 1997–98    | Chicago Blackhawks    | NHL        | 81   | 3   | 39  | 42  | 151  | –   | –  | –   | –   | –   |
| 1998–99    | Chicago Blackhawks    | NHL        | 65   | 8   | 26  | 34  | 89   | –   | –  | –   | –   | –   |
| 1998–99    | Detroit Red Wings     | NHL        | 10   | 1   | 1   | 2   | 4    | 10  | 0  | 4   | 4   | 14  |
| 1999–00    | Detroit Red Wings     | NHL        | 81   | 3   | 31  | 34  | 103  | 9   | 0  | 1   | 1   | 8   |
| 2000–01    | Detroit Red Wings     | NHL        | 24   | 0   | 3   | 3   | 45   | 5   | 1  | 0   | 1   | 2   |
| 2001–02    | Detroit Red Wings     | NHL        | 79   | 6   | 33  | 39  | 126  | 23  | 1  | 13  | 14  | 44  |
| 2002–03    | Detroit Red Wings     | NHL        | 66   | 2   | 17  | 19  | 78   | 4   | 0  | 0   | 0   | 2   |
| 2003–04    | Detroit Red Wings     | NHL        | 69   | 2   | 19  | 21  | 61   | 8   | 0  | 1   | 1   | 4   |
| 2004–05    | Motor City Mechanics  | UHL        | 23   | 5   | 19  | 24  | 25   | –   | –  | –   | –   | –   |
| 2005–06    | Detroit Red Wings     | NHL        | 81   | 4   | 7   | 11  | 108  | 6   | 0  | 0   | 0   | 6   |
| 2006–07    | Detroit Red Wings     | NHL        | 71   | 0   | 11  | 11  | 34   | 18  | 1  | 6   | 7   | 12  |
| 2007–08    | Detroit Red Wings     | NHL        | 69   | 3   | 9   | 12  | 36   | 14  | 0  | 0   | 0   | 10  |
| 2008–09    | Detroit Red Wings     | NHL        | 28   | 0   | 0   | 0   | 0    | 6   | 0  | 0   | 0   | 2   |
| 2008–09    | Grand Rapids Griffins | AHL        | 2    | 0   | 1   | 1   | 2    | –   | –  | –   | –   | –   |
| 2009–10    | Chicago Wolves        | AHL        | 46   | 5   | 17  | 22  | 24   | 14  | 0  | 0   | 0   | 12  |
| 2009–10    | Atlanta Thrashers     | NHL        | 7    | 0   | 0   | 0   | 2    | –   | –  | –   | –   | –   |
| NHL totalt | NHL totalt            | NHL totalt | 1649 | 185 | 763 | 948 | 2875 | 266 | 31 | 113 | 144 | 423 |

## Övrigt
2004 tränade Chelios och surfaren Laird Hamilton tillsammans med det amerikanska rodellaget och hoppades på att få ställa upp som det första grekiska rodellaget i Vinter-OS 2006. Projektet misslyckades dock.
Han är far till ishockeybacken Jake Chelios, som spelar inom organisationen för Detroit Red Wings.